# Euphyia illineata
Euphyia illineata är en fjärilsart som beskrevs av Louis Beethoven Prout 1914. Euphyia illineata ingår i släktet Euphyia och familjen mätare. Inga underarter finns listade i Catalogue of Life.